# Von Behring-Röntgen-Stiftung
Die Von Behring-Röntgen-Stiftung  wurde am 8. September 2006 vom Land Hessen als rechtsfähige Stiftung des bürgerlichen Rechts errichtet. Sie fördert die Hochschulmedizin an der Justus-Liebig-Universität Gießen und der Philipps-Universität Marburg.
Mit einem Stiftungskapital von 100 Millionen Euro, aus dessen Zinserträgen die Förderung erfolgt, gehört sie zu den größten Medizinstiftungen in Deutschland. Gegründet wurde sie im Zuge der Fusion der Universitätskliniken Gießen und Marburg im Jahr 2005 und der anschließenden Privatisierung 2006, mit dem Ziel, an beiden Standorten neue Perspektiven für die Hochschulmedizin zu eröffnen. Ihren Sitz hat die Von Behring-Röntgen-Stiftung im Marburger Landgrafenschloss.

## Aufgaben und Ziele
Zweck ist die Förderung der Forschung und Lehre an den medizinischen Fachbereichen der Justus-Liebig-Universität Gießen und der Philipps-Universität Marburg. Die Von Behring-Röntgen-Stiftung fördert
- Gemeinschaftsprojekte von Marburger und Gießener Wissenschaftlern
- Einzelprojekte von Nachwuchswissenschaftlern, die maximal 35 Jahre alt sind
- Symposien und Konferenzen sowie
- den wissenschaftlichen Nachwuchs mit Stipendien für Abiturbeste, Deutschlandstipendien und Reisebeihilfen

Zusätzlich verleiht die Stiftung regelmäßig Von Behring-Röntgen-Nachwuchspreise in Anerkennung von herausragenden Leistungen in der medizinischen Forschung sowie Von Behring-Röntgen-Forschungsmedaillen zur Ehrung der Lebensleistung von Wissenschaftlern in der Medizin.

## Geförderte Projekte
Die Stiftung hat seit ihrer Errichtung rund 20 Millionen Euro für über 110 medizinische und biomedizinische Forschungsvorhaben und für die Arbeit exzellenter Wissenschaftler bewilligt (Stand 2019).
Gefördert wird ein breites Themenspektrum, z. B. mit Projekten aus dem Bereich der Krebs- und Lungenforschung und der Virologie.

## Organisation
Dem Stiftungsvorstand gehören als Präsident der ehemalige Bundesminister Friedrich Bohl und als Vizepräsidenten der Marburger Virologe Hans-Dieter Klenk und die Gießener Augenärztin Birgit Lorenz an.
Der Vorstand wird durch einen Wissenschaftlichen Beirat aus 16  medizinischen Experten unterstützt. Er berät die Stiftung bei allen fachlichen Angelegenheiten, insbesondere der Verwendung der Stiftungserträge für die Forschungsförderung.
Ein Kuratorium wacht über die Einhaltung des Stifterwillens und berät den Stiftungsvorstand bei der Erfüllung der Stiftungszwecke. Den Vorsitz im Kuratorium der Von Behring-Röntgen-Stiftung hat die Hessische Ministerin für Wissenschaft und Kunst, Angela Dorn-Rancke.

## Netter-Stiftungsfonds
Unter dem Dach der Stiftung haben die Eheleute  Karl-Joachim Netter und Petra Netter eine Treuhandstiftung mit einem Kapital von 50.000 Euro errichtet. Der Netter-Stiftungsfonds unterstützt wissenschaftliche Projekte, vergibt Stipendien, gewährt Sachmittel und fördert den internationalen wissenschaftlichen Austausch.